# Dánae (nombre)
Dánae es un nombre propio femenino y masculino de origen griego en su variante en español. Procede del antiguo griego Δανάη, de δανός (árido, seco), derivado a su vez de δαίω (quemar, encender), siendo el nombre de la tierra árida fecundada por la lluvia, como en el mito. En la mitología griega Dánae era una hija de Acrisio, rey de Argos, y Eurídice, hija de Lacedemón. Fue madre de Perseo con Zeus, que la fecundó metamorfoseado en lluvia de oro.